# Муромец (парк)
Парк «Муромец» — парк в Деснянском районе Киева, расположенный между двумя спальными районами города — Оболонью на правом берегу Днепра, включая русла его притоков Десёнки и Десны, и Вигуровщиной-Троещиной — на левом. Площадь парка — 219,4 га.

В 1972 году в урочище Черторой заложили северную киевскую рекреационную зону под названием парк Дружбы народов, он стал составной частью протянувшегося вдоль всего Киева Днепровского парка.
Название до 2018 года — «Парк Дружбы народов».
После включения в его состав острова Муромец общая площадь рекреационной парковой зоны достигла 780 гектаров.

Планированием и обустройством парка занимались архитекторы В. Г. Отрощенко, В. К. Юхно, В. П. Нагорный и Т. П. Шахун, дендролог В. В. Титов.
Парк Муромец уже долгие годы остаётся одним из самых популярных мест отдыха у тех, кто предпочитает проводить время на природе. Здесь можно покататься на велосипеде, вейкборде, байдарках, попрыгать на батуте, и т. п. Регулярно на территории парка проводятся выставки собак.
В парке есть стоянка для автомобилей и медпункт.
Делится на несколько зон, среди которых:
- мемориальная (круглый партерный сад с 15 секторами);
- детская;
- водно-спортивная;
- пляжи.

Суть прежнего названия парка была отражена мемориальным садом, в котором при закладке было высажено 15 видов различных растений, символизирующих дружбу между республиками СССР. В число этих растений вошли: явор, кустовая ива, барбарис Тунберга, татарский клен, и явор, красный и черешчатый дубы, обычная и серебряная ели, сосны и мелколистная липа. Плюс к этому — несколько клёнов и кустарники: барбарис, кустовые вербы, айва, жасмин и тумбарга. Для всего этого буйства красок выделено пятнадцать диагоналей, на которые делится весь парк.

Памятник Илье Муромцу. Художник-скульптор — В.Журавель, архитектор — О. Селиванов, дизайнер — С. Топольский. Бронза, гранит. 2018 г.

На входе в парк можно увидеть специальную табличку, которая предупреждает клиентов о том, что на его территории можно встретить гадюку обыкновенную, различных ящериц и некоторых других животных. Все они находятся под охраной.
С 1990 года, относится к Оболонскому району, остров Муромец вместе с парком. Труханов остров очень трудно отделить от находящегося выше по течению острова Муромец (приблизительная граница — Северный Мост).
Парк Муромец с 1994 года зарезервирован под создание объекта заповедного фонда. Также его планируют включить в Национальный природный парк «Голосеевский».
Зона отдыха «Черторой» находится на территории парка Муромец, слева от входа в парк.
В парке расположены клуб водных видов спорта «Экстремальная тяга» с воднолыжной канатно-буксировочной дорогой (длина кольца канатной дороги — 560 метров), площадка для игры в пейнтбол клуба «Планета», велоклуб «PARTYZAN», футбольные поля с искусственным покрытием, работают: кафе, ресторан.
22 февраля 2018 года парк получил нынешнее название, тождественное названию острова, на котором он расположен. В августе 2018 года был установлен памятник богатырю времен Киевской Руси Илье Муромцу.